# Cometes amethystinus
Cometes amethystinus är en skalbaggsart som beskrevs av Jean François Villiers 1958. Cometes amethystinus ingår i släktet Cometes och familjen långhorningar. Inga underarter finns listade i Catalogue of Life.